# Springerin
springerin – Hefte für Gegenwartskunst ist der Name einer seit 1995 erscheinenden Kunstzeitschrift. Sie wendet sich an jene Öffentlichkeit, die sich für die gesellschaftlichen und politischen Implikationen kultureller Phänomene interessiert. Die ersten Nummern wurden einem Redaktionsteam rund um Georg Schöllhammer herausgegeben (ab 1998 gemeinsam mit Christian Höller und Hedwig Saxenhuber).

## Inhaltliche Ausrichtung
Einen Schwerpunkt der Hefte bilden die Kunstszenen im südosteuropäischen Raum. Aktuelle Entwicklungen in den postkommunistischen Ländern werden mit lokalen Autoren, Theoretikern, Kritikern und Künstlern dokumentiert und kritisch beleuchtet.
Eine andere thematische Konstante bildet der Netzteil, in dem Netzspezialisten und -aktivisten die Anwendungen und Potenziale neuer Technologien hinterfragen.
In Artscribe werden ausgewählte internationale Veranstaltungen und Publikationen besprochen.
Im Zentrum jeder Ausgabe steht ein Thema, das mit Beiträgen von internationalen Experten Positionen, Motive und Debatten rund um virulente kunsttheoretische, gesellschaftspolitische und populärkulturelle Fragestellungen diskutiert. 2007 standen die Hefte im Zusammenhang mit dem Zeitschriftenprojekt documenta 12 magazines von Georg Schöllhammer, das einen internationalen Austausch über die  zentralen Leitfragen der documenta 12 führte: »Ist die Moderne unsere Antike? Was ist das bloße Leben? und: Was tun?« waren damit auch die Fragen, mit denen sich die internationalen Autorinnen und Autoren in den Ausgaben 1/07 bis  4/07 befassten:  der Theoretiker Eyal Weizmann stellt darin sein aktuelles Rechercheprojekt zur israelischen Sicherheits- und Territorialpolitik vor und Toni Maraini skizziert die bahnbrechenden Debatten und Aktivitäten des marokkanischen Magazin »Souffles«, das in den späten 60er Jahren eines der führenden Organe der maghrebinischen Intelligenzija war.
In der Ausgabe 1/08 wurde unter dem Titel »Remapping Critique« nach dem spezifischen Gefälle gefragt, das sich zwischen Kritik, Kritisiertem und den dabei häufig in Aussicht gestellten (positiven) Gegenbildern auftut, und im April 2008 erscheint die nächste Nummer, die sich dem Phänomen so genannter »Secret Publics« widmet und deren unterschiedliche Erscheinungsformen von selbstorganisierten Partizipationsformen bis hin zu klandestinen Gemeinschaftsformen untersucht.
Die Printausgabe der springerin erscheint in deutscher Sprache. Auf der Website sind alle Texte auch in Englisch zugänglich.